# Verrières-de-Joux
Verrières-de-Joux – miejscowość i gmina we Francji, w regionie Burgundia-Franche-Comté, w departamencie Doubs.
Według danych na rok 1990 gminę zamieszkiwało 396 osób, a gęstość zaludnienia wynosiła 39 osób/km² (wśród 1786 gmin Franche-Comté Verrières-de-Joux plasuje się na 381. miejscu pod względem liczby ludności, natomiast pod względem powierzchni na miejscu 426.).